# Formule 3 sudaméricaine
La Formule 3 sud-américaine, ou Championnat d'Amérique du Sud de Formule 3, est un championnat de sport automobile créé en 1987 et disparu en 2013.

## Historique
Fondée en 1987, la F3 sud-américaine a succédé comme compétition internationale sur le continent sud-américain au championnat Codasur (Confederacion Deportiva Automovilismo Sudamericana) organisé de 1983 à 1986.
À ses débuts, le championnat honorait partiellement sa vocation sud-américaine, avec des courses organisées au Brésil, en Argentine, au Chili et en Uruguay, ainsi qu'avec des pilotes issus de plusieurs pays. Toutefois, au fil des ans, le championnat s'est sensiblement recentré sur le Brésil. Aujourd'hui, ne subsistent que deux courses en dehors du Brésil : une à Buenos Aires en Argentine et l'autre à Piriápolis en Uruguay, de retour en 2009 après huit années d'absence au calendrier. La situation est pire du côté du plateau de concurrents, désormais composé quasi exclusivement de pilotes brésiliens.

## Palmarès

### Par année
| Saison | Pilote                  | Écurie                 | Voiture                   | Seconde classe         |
| ------ | ----------------------- | ---------------------- | ------------------------- | ---------------------- |
| 1987   | Leonel Friedrich        | INI Competición        | Berta-Volkswagen          |                        |
| 1988   | Juan Carlos Giacchino   | Sommi Competición      | Dallara-Alfa Romeo        |                        |
| 1989   | Gabriel Furlán          | INI Competición        | Dallara-Alfa Romeo        |                        |
| 1990   | Christian Fittipaldi    | Fittipaldi Competicion | Reynard-Alfa Romeo        |                        |
| 1991   | Affonso Giaffone        | INI Competición        | Ralt-Volkswagen           |                        |
| 1992   | Marcos Gueiros          | Cesário Fórmula        | Ralt-Mugen-Honda          | Suzane Carvalho        |
| 1993   | Fernando Croceri        | Cesário Fórmula        | Ralt-Mugen-Honda          | Milton Sperafico       |
| 1994   | Gabriel Furlán          | GF Motorsport          | Dallara-Fiat              |                        |
| 1995   | Ricardo Zonta           | Cesário Fórmula        | Dallara-Mugen-Honda       | Emiliano Spataro       |
| 1996   | Gabriel Furlán          | GF Motorsport          | Dallara-Fiat              | Anibal Zaniratto       |
| 1997   | Bruno Junqueira         | PropCar Racing         | Dallara-Opel              | Diego Chiozzi          |
| 1998   | Gabriel Furlán          | GF Motorsport          | Dallara-HKS-Mitsubishi    | Ramón Ibarra           |
| 1999   | Hoover Orsi             | Césario Fórmula        | Dallara-Mugen-Honda       | João Paulo de Oliveira |
| 2000   | Vítor Meira             | Amir Nasr Racing       | Dallara-Mugen-Honda       | Martín Cánepa          |
| 2001   | Juliano Moro            | Amir Nasr Racing       | Dallara-Mugen-Honda       | Daniel Scandian        |
| 2002   | Nelson Piquet Jr.       | Piquet Sports          | Dallara-Mugen-Honda       | Eduardo Azevedo        |
| 2003   | Danilo Dirani           | Césario Fórmula        | Dallara-Mugen-Honda       | Rodrigo Ribeiro        |
| 2004   | Alexandre Sarnes Negrão | Piquet Sports          | Dallara-Mugen-Honda/Berta | Marcos Guerra          |
| 2005   | Alberto Valerio         | Césario Fórmula        | Dallara-Berta             | Paulo José Meyer       |
| 2006   | Luiz Razia              | Dragão Motorsport      | Dallara-Berta             | Caio Costa             |
| 2007   | Clemente de Faria Jr.   | Césario Fórmula        | Dallara-Berta             |                        |
| 2008   | Nelson Merlo            | Bassani Racing         | Dallara-Berta             |                        |
| 2009   | Leonardo Cordeiro       | Cesário Fórmula        | Dallara-Berta             | Henrique Martins       |
| 2010   | Bruno Andrade           | Cesário Fórmula        | Dallara-Berta             | Fernando Resende       |
| 2011   | Fabiano Machado         | Cesário Fórmula        | Dallara-Berta             | Bruno Bonifácio        |
| 2012   | Fernando Resende        | Cesário Fórmula        | Dallara-Berta             | Higor Hoffman          |
| 2013   | Felipe Guimarães        | Hitech Racing          | Dallara-Berta             | Bruno Etman            |

### Par nombre de victoires pilotes
| Victoires | Pilote         |
| --------- | -------------- |
| 4         | Gabriel Furlán |